# Xi'an Xianyang International Airport
Xi'an Xianyang International Airport är en flygplats i Kina. Den ligger i provinsen Shaanxi, i den nordvästra delen av landet, omkring 24 kilometer nordväst om provinshuvudstaden Xi'an.
Runt Xi'an Xianyang International Airport är det mycket tätbefolkat, med 2 521 invånare per kvadratkilometer. Närmaste större samhälle är Xianyang, 12,9 km söder om Xi'an Xianyang International Airport. Trakten runt Xi'an Xianyang International Airport består till största delen av jordbruksmark.
Genomsnittlig årsnederbörd är 669 millimeter. Den regnigaste månaden är september, med i genomsnitt 149 mm nederbörd, och den torraste är december, med 1 mm nederbörd.